# John Christensen (konstnär)

Ej att förväxla med John Christensen (tidningsman).
John Aksel Christensen, född 25 april 1896 död 2 januari 1940, var en dansk konstnär.
John Christensen blev känd som ”barbermaleren", då han var utbildad frisör och 1922–37 hade frisersalong på Kapelvej 7A, Nörrebro, Köpenhamn. Som målare var han autodidakt och började måla omkring 1923 samt debuterade 1928 på Kunstnernes Efterårsudstilling (Konstnärernas höstutställning). Han målade expressivt och Nörrebrobilderna från 1930-talet har vardagsnära motiv såsom snökastare, barn, gårdsmusikanter, cirkusartister och ofta ett liktåg från det närliggande Assistens Kirkegård, men hans talang låg mer åt teckningar och porträtt. John Christensen var medstiftare av den danska konstnärsgrupper Koloristerne och dess ordförande fram till 1940. Förutom utställningar i Danmark, ställde han en gång ut i Göteborg (1939). John Christensen var gift med Dagny (född Nielsen), vars mor var född i Sverige (Skåne) som Hanna Olsdotter, samt hade döttrarna Lilian och Musse. John Christensen är begravd på Assistens Kirkegård och hans gravmonument är hugget av den danske konstnären och bildhuggaren Henry Heerup.